# Adekunle Awesu
Adekunle Awesu (ur. 15 listopada 1950 – zm. 5 lipca 1994) – nigeryjski piłkarz grający na pozycji lewoskrzydłowego. W swojej karierze grał w reprezentacji Nigerii.

## Kariera klubowa
W swojej karierze piłkarskiej Awesu grał w klubach Housing Corporation FC i Shooting Stars FC.

## Kariera reprezentacyjna
W 1976 roku Awesu został powołany do reprezentacji Nigerii na Puchar Narodów Afryki 1976. Zagrał w nim w pięciu meczach: grupowych z Zairem (4:2), z Sudanem (1:0) i z Marokiem (1:3) oraz w fazie finałowej z Gwineą (1:1) i z Marokiem (1:2). Z Nigerią zajął 3. miejsce w tym turnieju. Został wybrany do Najlepszej Jedenastki turnieju.